# Elizabeth Christ Trump
Elizabeth Christ Trump  (Kallstadt, Alemania, 10 de octubre de 1880-Manhasset, Nueva York, 6 de junio de 1966) fue una empresaria y emprendedora alemana-estadounidense y matriarca de la familia Trump. Se casó con Frederick Trump en 1902. Mientras criaba a sus tres hijos, la muerte prematura de su esposo en 1918 (quien murió a causa de la pandemia de gripe de ese año), requirió que la viuda de 37 años administrara sus propiedades. Ella Fundó la empresa de desarrollo inmobiliario E. Trump & Son con su hijo, Fred Trump. Su nieto, Trump, posteriormente presidente de los Estados Unidos, cumplió 20 años poco después de su muerte.

## Biografía temprana
Elizabeth Trump nació como Elisabeth Christ en Kallstadt, Reino de Baviera, hija de Philipp Christ y su esposa Anna Maria Christ (de soltera Anthon). Su padre era descendiente de Johannes Christ (1626-1688/9) de Flörsheim, Hesse a través de su padre y del constructor de órganos Johann Michael Hartung (1708-1763) a través de su madre Sabina.
Si bien la familia poseía un pequeño viñedo, los ingresos no eran suficientes para satisfacer sus necesidades, y Philipp Christ trabajó como hojalatero reparando y puliendo utensilios viejos y vendiendo ollas y sartenes. Dirigía su negocio desde su casa en Freinsheimer Strasse en Kallstadt, que estaba justo al otro lado de la calle de la casa de Katharina Trump, una viuda anciana que vivía con sus seis hijos, incluido Frederick.

## Matrimonio y familia
El hijo de Katharina Trump, Frederick Trump, emigró a Estados Unidos en 1885 a la edad de 16 años e hizo su fortuna con restaurantes y burdeles en la fiebre del oro de Klondike. Cuando regresó a Alemania en 1901, cortejó a Elisabeth a pesar de las objeciones de su madre, que sentía que su próspero hijo podía y debía encontrar una novia de una familia más rica y refinada que la de Elisabeth.
Sin embargo, Frederick e elizabeth christ se casaron el 26 de agosto de 1902. Él tenía 33 años en ese momento y ella 21. Friedrich y Elizabeth christ se mudaron a Nueva York y se instalaron en un apartamento en el barrio predominantemente alemán de Morrisania, en el Bronx. Elizabeth (como se escribía su nombre en los Estados Unidos) se encargaba de la casa, mientras que Frederick trabajaba como gerente de un restaurante y un hotel. Su primera hija, Elizabeth, nació el 30 de abril de 1904.
A pesar de vivir en un barrio alemán, Elizabeth sentía nostalgia. La familia regresó a Kallstadt en 1904, vendiendo sus activos en Estados Unidos. Como las autoridades bávaras sospechaban que había abandonado Alemania para evitar el servicio militar en el Ejército Imperial, Frederick no podía permanecer en Alemania, por lo que la familia regresó a los Estados Unidos en 1905.
Nació su segundo hijo, Fred Trump, y se instalaron en la calle 177 del Bronx. Después de que Elizabeth diera a luz a su tercer hijo, John G. Trump, la familia se mudó a Queens, donde Frederick comenzó a desarrollar bienes raíces. En 1918, murió de influenza durante la pandemia de gripe de 1918, dejando un patrimonio valorado en $31,359 (o aproximadamente equivalente a $407,081 en 2022).
Trump era considerada la matriarca de la familia Trump, Elizabeth Christ Permaneció cerca de su hijo Frederick C. Trump durante toda su vida.